# Minamoto no Muneyuki
Minamoto no Muneyuki (?- 983, (源 宗于 aussi 源宗于朝臣 Minamoto no Muneyuki Ason) est un poète de waka du début de l'époque de Heian et un noble japonais. Il fait partie de la liste des trente-six grands poètes et un de ses poèmes est inclus dans l'anthologie bien connue Hyakunin Isshu. Parmi ses œuvres, il existe une collection de poèmes appelée Muneyukishū (宗于集).